# Hwozdiwka
Hwozdiwka (ukr. Гвоздівка) – wieś na Ukrainie, w obwodzie odeskim, w rejonie berezowskim, w hromadzie Mykołajiwka. W 2001 liczyła 316 mieszkańców, spośród których 282 wskazało jako ojczysty język ukraiński, 7 rosyjski, 27 mołdawski, 1 bułgarski, 4 białoruski, 4 ormiański, a 1 inny.